# Musca delicate
Musca delicate är en tvåvingeart som först beskrevs av Harris 1780.  Musca delicate ingår i släktet Musca och familjen kärrflugor. Inga underarter finns listade i Catalogue of Life.